# John Shrapnel
John Shrapnel (Birmingham, 27 de abril de 1942-Londres, 14 de febrero de 2020) fue un actor británico, más conocido por interpretar a dos personajes épicos: el senador Gayo en la película Gladiator y a Néstor en la película Troya.

## Biografía
Era hijo del periodista y autor Norman Shrapnel y de Mary Lillian Edwards-Myfanwy, su hermano es el compositor Hugh Shrapnel.
Su antepasado fue el general Henry Shrapnel, quien inventó una bala de cañón explosivo, dándole así su nombre a los fragmentos de metales producidos por la explosión de un depósito.
En 1975 se casó con Francesca Shrapnel, la pareja tuvo tres hijos: el actor Lex Shrapnel, el escritor Joe Shrapnel y el director Tom Shrapnel.

## Carrera
John interpretó al inspector Morse en la adaptación de la BBC Radio de las novelas "The Wench Is Dead", "Last Seen Wearing" y "The Silent World Of Nicholas Quinn".
En 1967 se unió a la obra de teatro The Stories of D.H. Lawrence: The Prussian Officer donde interpretó a Schoner.
En 1971 apareció en la miniserie Elizabeth R donde interpretó a Thomas Radclyffe, conde de Sussex. En 1978 dio vida a Alexander Hardinge, el segundo Barón Hardinge de Penshurs en la miniserie Edward & Mrs. Simpson. En 1979 interpretó a dos personajes distintos en la serie Screenplay primero a Matthias Erzberger en el episodio "Gossip from the Forest" y luego al mayor Bradley durante el episodio "The Sound of Guns".
En 1985 interpretó al reverendo Charles Tucker Eland en el episodio "The Burston Rebellion" de la serie Screen Two, un año antes había interpretado a George Sims durante el episodio "Poppyland". En 1986 dio vida al rey Creonte en The Theban Plays by Sophocles.
En 1991 interpretó al gestor alemán de medios de comunicaciones Gerd Schulte-Hillen en la miniserie Selling Hitler. En 1996 apareció en la película 101 Dalmatians donde interpretó al señor Skinner, un hombre contratado por Cruella de Vil (Glenn Close) para matar a los cachorritos y así crearse un abrigo con su piel. En 1999 interpretó al agente de prensa británico de Anna Scott (Julia Roberts) en la exitosa película Notting Hill.
En 2000 apareció en la aclamada película Gladiator donde dio vida al senador Gaius, un aliado del senador romano Gracchus (Derek Jacobi). En 2004 dio vida al rey Néstor en la película Troy. En 2006 se unió al elenco de la miniserie Ancient Rome: The Rise and Fall of an Empire donde interpretó al general romano Pompeyo en el episodio "Caesar". En 2007 se unió al elenco de la película Elizabeth: The Golden Age donde dio vida a Lord Charles Howard, 1.er. conde de Nottingham. En 2008 apareció en la miniserie Apparitions donde interpretó al cardenal Bukovak.
En 2012 apareció como invitado en el octavo episodio de la quinta temporada de la serie de fantasía Merlín donde dio vida a Sarrum.

## Filmografía

### Películas
| Año  | Título                    | Personaje           | Notas |
| ---- | ------------------------- | ------------------- | --- |
| 2008 | Mirrors                   | Lorenzo Sapelli     | junto a Kiefer Sutherland, Paula Patton, Cameron Boyce, Erica Gluck, Amy Smart, Mary Beth Peil y Jason Flemyng      |
| 2007 | Elizabeth: The Golden Age | Lord Charles Howard | junto a Cate Blanchett, Laurence Fox, Geoffrey Rush, Samantha Morton, Abbie Cornish, Clive Owen y Jordi Mollà       |
| 2004 | Troy                      | Néstor              | junto a Brian Cox, Brad Pitt, Brendan Gleeson, Sean Bean, Diane Kruger, Eric Bana y Orlando Bloom                   |
| 2000 | K-19: The Widowmaker      | Almirante Bratyeev  | junto a Harrison Ford, Liam Neeson, Peter Sarsgaard, JJ Feild y Lex Shrapnel                                        |
| 2001 | The Body                  | Moshe Cohen         | junto a Antonio Banderas, Olivia Williams, Derek Jacobi, Jason Flemyng y Vernon Dobtcheff                           |
| 2000 | Gladiator                 | Gaius               | junto a Russell Crowe, Joaquin Phoenix, Connie Nielsen, Oliver Reed, Richard Harris, Derek Jacobi y David Schofield |
| 2000 | Calling the Wild          | Roger               | corto - junto a Jason Merrells y David Beames                                                                       |
| 1999 | Notting Hill              | Agente de Prensa    | junto a Julia Roberts, Hugh Grant, Richard McCabe, Rhys Ifans, Henry Goodman y Julian Rhind-Tutt                    |
| 1996 | 101 Dalmatians            | Skinner             | junto a Glenn Close, Jeff Daniels, Joely Richardson, Joan Plowright, Hugh Laurie y Mark Williams                    |
| 1994 | Fatherland                | General Globus      | telefilme - junto a Rutger Hauer y Miranda Richardon                                                                |
| 1982 | King Lear                 | Earl de Kent        | junto a Anton Lesser, Michael Kitchen, Michael Hordern, Brenda Blethyn y Penelope Wilton                            |
| 1981 | Troilus & Cressida        | Hector              | junto a Charles Gray, Vernon Dobtcheff, Suzanne Burden, Max Harvey y Anton Lesser                                   |
| 1963 | Duet                      | -                   | corto - junto a Judy Christmas, Jill Corner, Richard Eyre, Faith Hardy y Flic Hough                                 |

### Series de televisión
| Año        | Título                                       | Personaje                 | Notas                                                     |
| ---------- | -------------------------------------------- | ------------------------- | --------------------------------------------------------- |
| 2012       | Merlín                                       | Sarrum                    | episodio "The Hollow Queen"                               |
| 2011       | Waking the Dead                              | John Christie             | 2 episodios                                               |
| 2010       | New Tricks                                   | Det. John Felsham         | episodio "The Fourth Man"                                 |
| 2008       | Apparitions                                  | Cardenal Bukovak          | 5 episodios - miniserie                                   |
| 2008       | The Palace                                   | P.E. Edward Shaw          | 4 episodios                                               |
| 2007       | The Inspector Lynley Mysteries               | Sgt. Mike McCaffrey       | episodio "Limbo"                                          |
| 2007       | The Last Detective                           | Billy Palmer              | episodio "Once Upon a Time on the Westway"                |
| 2006       | Ancient Rome: The Rise and Fall of an Empire | Pompeyo                   | episodio "Caesar" - miniserie                             |
| 2006       | Midsomer Murders                             | Leo Clarke                | episodio "Death in Chorus"                                |
| 2003       | Spine Chillers                               | Nick                      | episodio "Fairy Godfather"                                |
| 2002       | Foyle's War                                  | Raymond Brooks            | episodio "A Lesson in Murder"                             |
| 2000       | The 10th Kingdom                             | Gobernador de la Prisión  | 2 episodios - miniserie                                   |
| 1999       | Jonathan Creek                               | Prof. Lance Graumann      | episodio "The Omega Man"                                  |
| 1998       | Invasion: Earth                              | Mariscal del Aire Bentley | 2 episodios - miniserie                                   |
| 1997       | Creatures Fantastic                          | Cuentista                 | -                                                         |
| 1997       | Inspector Morse                              | Dr. Julian Storrs         | episodio "Death Is Now My Neighbour"                      |
| 1996-1997  | Bodyguards                                   | Cmdr. MacIntye            | 7 episodios                                               |
| 1997       | True Tilda                                   | Reverendo Glasson         | -                                                         |
| 1996       | Midsomer Murders                             | Max Jennings              | episodio 1 "Escrito en sangre"                            |
| 1996       | Wycliffe                                     | Dr. Sam Malvern           | episodio "Crazy for You"                                  |
| 1995       | Coogan's Run                                 | Douglas Crown             | episodio "Dearth of a Salesman"                           |
| 1995       | Kavanagh QC                                  | Juez Griffin              | episodio "A Family Affair"                                |
| 1994       | The Chief                                    | Dan Cheyney               | episodio # 4.5                                            |
| 1993       | Crime Story                                  | Roy Hall                  | episodio "The Ladies Man: Archibald Hall"                 |
| 1992       | Shakespeare: The Animated Tales              | Rey Claudius / Fantasma   | episodio "Hamlet" - miniserie                             |
| 1992       | Between the Lines                            | Det. Cons. Dunning        | 6 episodios                                               |
| 1992       | Downtown Lagos                               | Cooper                    | 3 episodios - miniserie                                   |
| 1992       | The Good Guys                                | Jerry Rushbridge          | episodio "Easier for a Camel"                             |
| 1991       | Selling Hitler                               | Gerd Schulte-Hillen       | 4 episodios - miniserie                                   |
| 1991       | G.B.H.                                       | Doctor Jacobs             | 3 episodios - miniserie                                   |
| 1991       | For the Greater Good                         | Norman May-Boys, MP       | 2 episodios                                               |
| 1990       | Centrepoint                                  | Claud Wareing             | 4 episodios - miniserie                                   |
| 1989       | Blackeyes                                    | Detective Blake           | 3 episodios - miniserie                                   |
| 1989       | About Face                                   | Donald                    | episodio "Mrs Worthington's Daughter"                     |
| 1988       | The Modern World: Ten Great Writers          | Thomas Mann               | episodio "Thomas Mann's 'The Magic Mountain'" - miniserie |
| 1987       | Vanity Fair                                  | Lord Steyne               | 5 episodios                                               |
| 1986       | The Theban Plays by Sophocles                | Creon                     | 3 episodios                                               |
| 1985       | Mr. Palfrey of Westminster                   | Adrian Vyner              | episodio "Music of a Dead Prophet"                        |
| 1985       | Screen Two                                   | Rev. Charles Tucker Eland | episodio "The Burston Rebellion"                          |
| 1984       | Sorrell and Son                              | Thomas Roland             | 6 episodios - miniserie                                   |
| 1984       | Horizon                                      | Cyril Burt                | episodio "The Intelligence Man"                           |
| 1983       | Wagner                                       | Semper                    | 3 episodios                                               |
| 1983       | My Cousin Rachel                             | Ambrose Ashley            | 4 episodios - miniserie                                   |
| 1982       | The Woman in White                           | Sir Percival Glyde        | 5 episodios - miniserie                                   |
| 1981       | Private Schulz                               | Comentarista Alemán       | 3 episodios                                               |
| 1980       | Armchair Thriller                            | Vincent Craig             | episodio "The Victim: Part 1"                             |
| 1979       | Screenplay                                   | Matthias Erzberger        | episodio "Gossip from the Forest"                         |
| 1978       | Edward & Mrs. Simpson                        | Maj. Alexander Hardinge   | 5 episodios - miniserie                                   |
| 1974, 1978 | Crown Court                                  | John Claudius             | 2 episodios                                               |
| 1977, 1978 | BBC2 Play of the Week                        | Robert / McKendrick       | 2 episodios                                               |
| 1976       | Plays for Britain                            | Leonard Brazil            | episodio "Hitting Town"                                   |
| 1976       | Z Cars                                       | George Stonehouse         | episodio "Scot Free"                                      |
| 1975       | Space: 1999                                  | Capt. Jack Tanner         | episodio "Death's Other Dominion"                         |
| 1975       | You're on Your Own                           | Oscar Patterson           | episodio "No One Wants Any Trouble"                       |
| 1974       | Good Girl                                    | Christopher Wimple        | 4 episodios                                               |
| 1974       | Justice                                      | Anderson                  | episodio "The Price of Innocence"                         |
| 1972       | The Organization                             | John Wimbourne            | episodio "Eve and Rodney Spurling"                        |
| 1971       | Elizabeth R                                  | Conde de Sussex           | 3 episodios - miniserie                                   |
| 1970       | Omnibus                                      | Zborowski                 | episodio "A Requiem for Modigliani"                       |

### Apariciones
| Año  | Programa                                           | Personaje                | Notas                                  |
| ---- | -------------------------------------------------- | ------------------------ | -------------------------------------- |
| 2014 | OXI, an Act of Resistance                          | Creon                    | Documental                             |
| 2005 | Britain's Finest                                   | -                        | episodio "Actresses"                   |
| 2000 | The 10th Kingdom: The Making of 'The 10th Kingdom' | Gobernador de la Prisión | Documental                             |
| 1995 | Biography                                          | -                        | episodio "George III: Mad or Maligned" |

### Narrador y comentador
| Año       | Título                                    | Notas                                                     |
| --------- | ----------------------------------------- | --------------------------------------------------------- |
| 2007      | Hindenburg: Titanic of the Skies          | documental                                                |
| 2006      | Revealed                                  | episodio "The Man Behind the Da Vinci Code" - documental  |
| 2006      | Challenger: Countdown to Disaster         | documental                                                |
| 2005      | I Am Not an Animal - I Am an Animation    | -                                                         |
| 2004      | I Am Not an Animal                        | 5 episodios                                               |
| 2004      | Vanity Fair 2004 UK Trailer               | -                                                         |
| 2000-2004 | Horizon                                   | 7 episodios                                               |
| 2003      | The Race for Everest                      | documental                                                |
| 2002      | Universum                                 | episodio "Schönbrunn - Quelle der Schönheit" - documental |
| 2002      | Accidents in Space                        | documental                                                |
| 2002      | War Against Napoleon - Nelson's Trafalgar | -                                                         |
| 2001      | Animals of the Ocean Desert               | documental                                                |
| 2001      | Empires: Egypt's Golden Empire            | 3 episodios - documental                                  |
| 2001      | Mountain Men                              | documental                                                |
| 2000      | Top Cat                                   | documental                                                |
| 2000      | 29 Glimpses at the Ghazi                  | documental                                                |
| 1995      | Biography                                 | episodio "King Arthur: His Life and Legends" - documental |
| 1986      | Patterns of Life                          | documental                                                |
| 1982      | Timewatch                                 | -                                                         |
| 1978      | Fashion Sense                             | documental                                                |
| -         | Killing for a Living                      | documental animal                                         |
| -         | Topsey Turvey                             | -                                                         |

### Teatro
| Año  | Obra                       | Personaje           | Director        | Teatro               | Notas                                                    |
| ---- | -------------------------- | ------------------- | --------------- | -------------------- | -------------------------------------------------------- |
| 2009 | King Lear                  | Gloucester          | Rupert Goold    | Young Vic Theatre    | junto a Pete Postlethwaite, Tobias Menzies y Amanda Hale |
| 2005 | Julius Caesar              | -                   | Deborah Warner  | Barbican Theatre     | junto a Ralph Fiennes, Anton Lesser y Fiona Shaw         |
| 1982 | Hamlet                     | Claudius            | Jonathan Miller | Warehouse Theatre    | junto a Anton Lesser, Ken Stott y Philip Locke           |
| 1982 | The White Guard            | Viktor Myshlaevsky  | -               | -                    | -                                                        |
| 1980 | Julius Caesar              | Julio César         | Peter Gill      | Riverside S. Theatre | junto a Michael Byrne, Phil Daniels y Anthony Head       |
| 1975 | King Lear                  | Duque de Cornualles | -               | -                    | -                                                        |
| 1969 | The Ha Ha                  | Jamie               | -               | -                    | -                                                        |
| 1969 | It's Called the Sugar Plum | Wally Zuckerman     | -               | -                    | -                                                        |
| 1967 | The Prussian Officer       | Schoner             | -               | -                    | -                                                        |
| 1966 | Julius Caesar              | Julio César         | Michael Rudman  | Nottingham Theatre   | junto a John Turner y Christopher Hancock                |
| 1960 | Julius Caesar              | Julio César         | Michael Croft   | National Y. Theatre  | junto a Simon Ward, Martin Jarvis e Ian McShane          |